# إكرامي الشحات
إكرامي أحمد الشحات أو وحش أفريقيا كما أطلقت عليه جماهير الكرة. من مواليد مدينة السويس في 26 أكتوبر عام 1955.
انضم لناشئي الأهلي عام 1969 وبعد أقل من عامين تم تصعيده إلى الفريق الأول عام 1971 ولعب أول مباراة ودية أمام السويس في فترة توقف النشاط الكروي بسبب الحرب وفاز الأهلي بنتيجة 5/1.
البداية الرسمية لوحش أفريقيا كانت صعبة بعد أن تولى إكرامي حراسة مرمى الأهلي أمام الاتحاد في موسم 1972/1973 ليلقى الأهلي هزيمته الأولى في هذا الموسم على ملعبه بهدف نظيف وتوقع الجميع نهاية مبكرة للحارس الصاعد، إلا أن الكابتن عبده صالح الوحش طالب ببقائه وأعطاه الفرصة في المباراة التالية أمام الإسماعيلي وأحرز الأهلي الفوز بهدف نظيف لتبدأ انطلاقة حارس مرمى الأهلي داخل المستطيل الأخضر.
شارك إكرامي في أكثر من 300 مباراة مع الأهلي ليحطّم الرقم القياسي الذي كان يحتفظ به حارس الأهلي القديم عادل هيكل الذي لعب 14 عاما متتالية وبات إكرامي من أكثر حراس المرمى مشاركة مع الفريق الأول بالأهلي.
قرر إكرامي اعتزال اللعبة عام 1987 بعد أن أمضى مع الأهلي أكثر من 18 عاما ساهم معه في الفوز ببطولة الدوري 10 مرات وبطولة الكأس 5 مرات وبطولة أفريقيا للأندية أبطال الكأس 3 مرات وأبطال الدوري مرة واحدة.
نال إكرامي شرف تمثيل مصر في 50 مباراة دولية وكانت أبرز نتائجه مع المنتخب الفوز بكأس فلسطين في تونس عام 1975 والصعود إلى نهائيات دورتي الألعاب الأوليمبية في موسكو ثم لوس أنجلوس عامي 1984/1980 وقد اعتزل إكرامي اللعب في نهاية العام 1989.
أشرف إكرامي على تدريب حراس المرمى بالنادي الأهلي
وكان تحت إشرافه العديد من كبار حراس المرمى في مصر النادي الأهلي
بل وأفريقيا أمثال أحمد شوبير عصام الحضري وأمير عبد الحميد
وفاز مع النادي الاهلي خلال تولّيه هذا المنصب العديد من البطولات المحلية والأفريقية والعربية
وقد حاز النادي الأهلي على بطولة الدوري العام سبع مرات متتالية في رقم لم يتم كسره حتى الآن وهو الآن يشغل منصب مدرب حرّاس المرمى بقطاع الناشئين بالنادي الأهلي.
والكابتن إكرامي هو والد الراحل أحمد إكرامي حارس مرمى النادي الأهلي السابق وحارس مرمى منتخب مصر للناشئين تحت 17 سنة الفائز ببطولة أفريقيا عام 1997 ببتسوانا والذي مثّل منتخب مصر في كاس العالم للناشئين بمصر عام 1997 ، الذي توفي عام 2006
وهو كذلك والد الكابتن شريف إكرامي حارس مرمى نادي بيراميدز  والمنتخب وحارس مرمى نادي فيينورد الهولندي السابق.

## تجربته السينمائية
مثّل إكرامي عدة أفلام، مثل فيها في الغالب شخصية لاعب كرة القدم، وأحياناً بشخصيته الحقيقة:
1. رجل فقد عقله (1980).
2. مرسي فوق مرسي تحت (1981).
3. يا رب ولد (1984).
4. إحنا بتوع الإسعاف (1984).

## روابط خارجية
- إكرامي الشحات على موقع الاتحاد الدولي (مؤرشف)  (الإنجليزية)
- إكرامي الشحات على موقع ناشيونال فوتبول تيمز (الإنجليزية)